# Adam van Koeverden

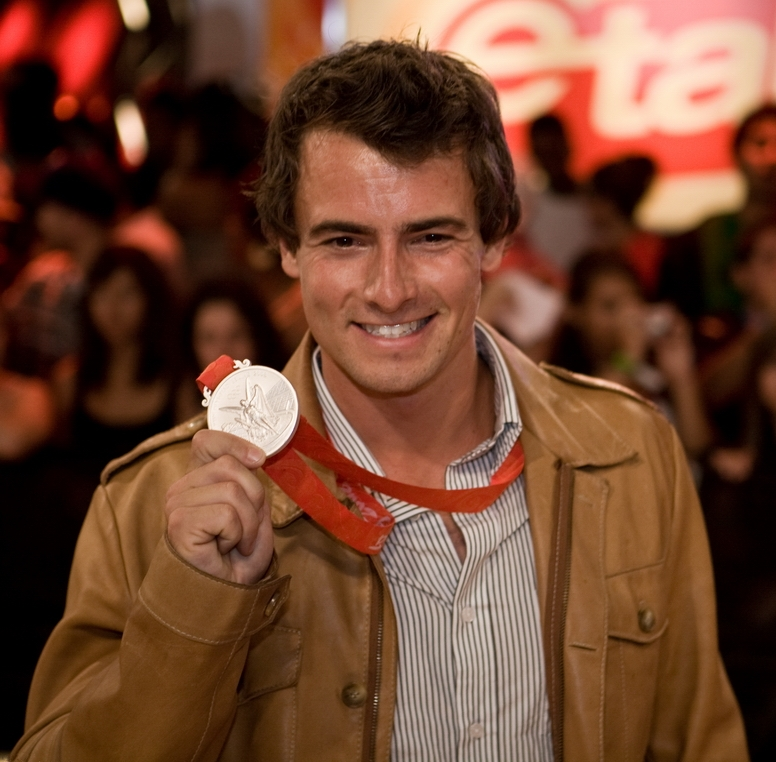
Adam van Koeverden

Adam Joseph van Koeverden (* 29. Januar 1982 in Oakville) ist ein kanadischer Politiker (Liberale Partei) und ehemaliger Einer-Kajak-Fahrer, der im Flachwasser über die 500- und 1000-Meter-Distanz antrat. Er gewann Gold bei den Olympischen Sommerspielen 2004 in Athen auf der 500-Meter-Strecke und Bronze über die 1000 Meter. Bei den Olympischen Sommerspielen 2008 in Peking war er Flaggenträger für die kanadische Mannschaft bei der Eröffnungsfeier.

## Sportliche Karriere
Adam van Koeverden gewann ab 2005 fast 20 Weltcup-Rennen im Kajak über die 500- und 1000-Meter-Distanz. Bei den Kanurennsport-Weltmeisterschaften 2003 in Gainesville wurde er Zweiter über die 1000 Meter mit einer Zeit von 3:29,720 Minuten. 2004 nahm van Koeverden an den Olympischen Sommerspielen in Athen teil und gewann die Goldmedaille über die 500 Meter. Auf der 1000-Meter-Strecke holte er zudem die Bronzemedaille. Ein Jahr später, bei den Kanurennsport-Weltmeisterschaften 2005 in Zagreb wurde van Koeverden Vizeweltmeister über die 1000 Meter und Dritter über die 500 Meter. Bei den Weltmeisterschaften 2006 in Szeged konnte er über beide Distanzen nur den vierten Platz belegen.
Bei den Kanurennsport-Weltmeisterschaften 2007 in Duisburg gewann Adam van Koeverden in 1:36,279 Minuten den Titel über die 500-Meter-Distanz. Zudem wurde er Vizeweltmeister über die 1000 Meter. Van Koeverden nahm an den Olympischen Sommerspielen 2008 in Peking teil und durfte die kanadische Flagge bei der Eröffnungsfeier tragen. Er ging im Olympischen Ruder- und Kanupark Shunyi über beide Distanzen an den Start, über die kurze Distanz gewann er die Silbermedaille, auf der 1000-Meter-Strecke belegte er den achten Platz. Bei den Weltmeisterschaften 2009 im kanadischen Dartmouth belegte er den 3. Platz im Kajak-Einer über 1000 Meter. 2010 gewann er in Posen über 500 Meter ebenfalls Bronze im Einer-Kajak, ein Jahr darauf wurde er in Szeged im Einer-Kajak auf der 1000-Meter-Distanz zum zweiten Mal Weltmeister. Bei den Olympischen Spielen 2012 in London  gewann er auf der 1000-Meter-Strecke die Silbermedaille.
Bei den Panamerikanischen Spielen 2015 sicherte sich van Koeverden in Toronto in dieser Disziplin die Bronzemedaille. Seine vierten und letzten Olympischen Spiele bestritt er schließlich 2016 in Rio de Janeiro. Wie schon 2012 startete er im Einer-Kajak über 1000 Meter, verpasste aber diesmal den Endlauf. Nach einem Sieg im B-Finale schloss er das Gesamtklassement auf Rang neun ab.

## Politische Karriere
Bei der Wahl 2019 trat van Koeverden in dem im Süden Ontarios gelegenen Wahlbezirk Milton für die Liberale Partei an.  Er besiegte mit 51,7 Prozent der Stimmen die bisherige Amtsinhaberin Lisa Raitt von der Konservativen Partei und zog damit in das kanadische Unterhaus ein.